# Glenties
Glenties (Na Gleannta en irlandais, les vallées) est un village dans le comté de Donegal, en Irlande. 

## Géographie
Glenties est situé à la croisée de deux vallons, au nord-ouest des Bluestack Mountains, près du confluent de deux rivières. 
Glenties est la localité la plus peuplée de la paroisse d'Iniskeel. 
Le village a remporté cinq fois le concours de l'Irish Tidy Towns Competition : en 1958, 1959, 1960, 1962 et 1995. Il a également figuré au classement et obtenu une médaille à plusieurs reprises. 
En 2016, la population se monte à 805 habitants

## Histoire
Les nombreux dolmens, pierres dressées et levées de terres (ringforts) datant de l'âge du bronze témoignent de l'implantation humaine précoce dans la région.
La localité est devenue une partie des baronnies de Boylagh et Bannagh en 1609, accordée à des Écossais dans le cadre de la Plantation de l'Ulster.
Glenties était une étape sur la route entre les villes de Ballybofey et de Killybegs, ce qui a assuré son développement aux XVIIe  et  XVIIIe siècles.
La ville a été la résidence du marquis Conyngham dans les années 1820, en raison de ses zones de chasse et de pêche.
Le tribunal et le marché ont été construits en 1843. 
Le bâtiment de Bank of Ireland a été achevé en 1880.

### La Grande Famine à Glenties
Un hébergement de travailleurs a été construit en 1846, pendant la Grande Famine sur le site de l'actuelle Comprehensive School , desservant tout le secteur d'Inniskeel. 
Un hôpital de 40 lits a ensuite été ajouté pour soigner les malades et accompagner les mourants. Le propriétaire, le marquis de Conyngham, décide de réduire de moitié la population de la ville en 1847, confronté à la hausse des coûts de l'hébergement des ouvriers. Seuls ceux qui pouvaient montrer un titre de propriété de leurs terres en tant que rentiers étaient autorisés à rester.
Les autres ont eu le choix soit d'émigrer en Amérique à bord d'un navire, soit d'habiter dans le logement collectif de Glenties. 
Plus de 40 000 habitants du comté de Donegal sont décédés ou ont émigré entre les années 1841 et 1851.

### xxesiècle
Le chemin de fer a été mis en service en 1895 pour accéder à Ballybofey. En 1903, un système d'adduction d'eau local a été installé. Il sera remplacé en 1925 par le système actuel d'approvisionnement en eau en provenance du Lough Anna. 
En 1932, l’électricité a été mise en service. L'électrification rurale est arrivée dans les années 1950.
La caserne de Glenties du R.I.C. a été attaquée à de nombreuses reprises au cours de la Guerre d'indépendance irlandaise  en 1920-1921. Le 29 juin 1921, un groupe de Black and Tans tombe dans une embuscade tendue aux environs d'Ardara, à Kilraine, par les insurgés, entraînant la mort du constable Devine.
Deux soldats de l'État libre ont été tués à Lacklea en 1922 par l' IRA, au cours de la guerre civile irlandaise.
En janvier 1944, un hydravion britannique de la RAF  Sunderland Mark III s’écrase dans la région de Croaghs des Bluestack Mountains, à l’extérieur de Glenties, faisant sept morts.
En avril 2006, le Real IRA abat un informateur de l'IRA dans un cottage isolé près de Derryloaghan, à 8 km de Glenties.

### Bord na Móna
Bord na Móna, la société semi-étatique irlandaise, achète 485 ha de landes en 1937 pour extraire de la tourbe. 
En 1943, un chemin de fer est construit à partir de Kilraine à travers la rivière Owenea jusqu'aux marais de Tullyard. La découpe avec des machines allemandes commence en 1946. 
La société emploie alors 250 hommes en haute saison et sa production atteint 22 000 tonnes annuelles en 1965. L'activité cesse à la fin des années 1990. La ligne de chemin de fer et le matériel sont enlevés en 2006.

## Administration
Glenties est undistrict municipal qui envoie six élus locaux au conseil du comté de Donegal.

## Lieux et monuments

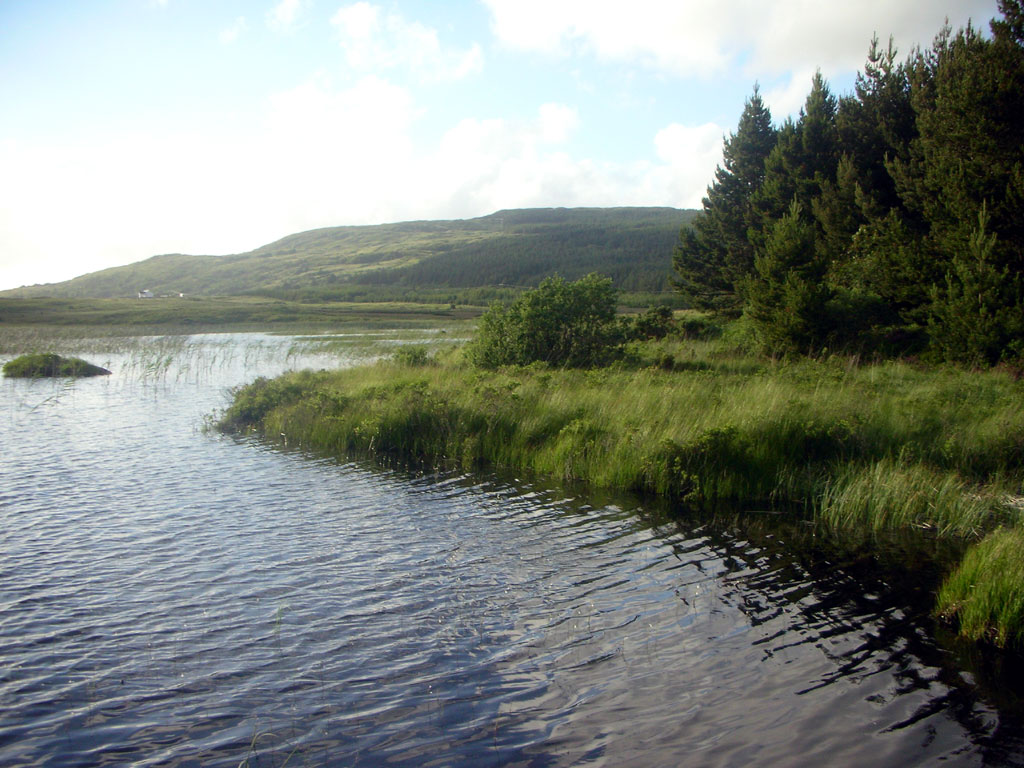
Paysage de Glenties.

Glenties est situé à l'intersection de deux vallées où coulent deux rivières : Owenea et Stranaglough.
L'un des bâtiments les plus remarquables est son église originale, Saint-Connell, qui a été construite en 1974 pour remplacer l'ancienne église. 
Le bâtiment a un toit plat à une seule pente. La cloche originale de la première église est encore en service. Saint Connell est le patron de la paroisse. 
Liam McCormack a remporté un prix européen pour le design de l'église en 1974.

## Tourisme

### La statue de Patrick MacGill
En mémoire du poète de la Navvy, Patrick MacGill, né à Glenties, une statue a été dressée sur le pont, en centre ville.

### Musée St. Connell

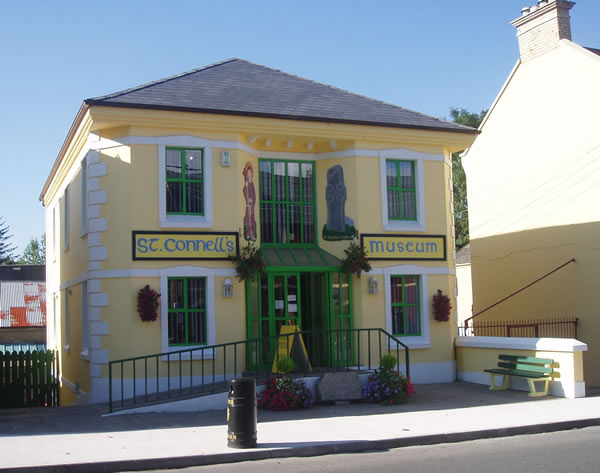
Musée Saint-Connell.

Le musée et centre patrimonial de St. Connell possède une importante collection d'artefacts de l'histoire locale, notamment datant de la famine. 
Le musée porte le nom de St. Connell Caol, qui a fondé une colonie monastique sur Inishkeel Island au VIe siècle. Le musée présente également une exposition sur le cardinal Patrick O'Donnell, des souvenirs du tournage de Dancing at Lughnasa, ainsi qu'une vaste exposition sur le County Donegal Railways Joint Comité. Une salle de lecture met à disposition des documents historiques locaux.

## Sport
Le club Gaelic Athletic Association (GAA) local - C.L.C.G. Naomh Conaill accueille des équipes de tous les âges pratiquant principalement le football gaélique.

## Culture populaire
Glenties a été le modèle du village fictif de Ballybeg de Brian Friel, où plusieurs de ses œuvres sont situées. Sa pièce "Dancing at Lughnasa" a été tournée à Ballybeg et a donné un film en 1994 avec Meryl Streep.

## Transports
La gare de Glenties se trouvait sur une ligne secondaire des chemins de fer du comté de Donegal, un système à voie étroite. La succursale de Glenties a été la première du comté de Donegal à être fermée. La gare et la ligne secondaire ont ouvert le 3 juin 1895 et ont fermé le 15 décembre 1947.
Le transport en bus est actuellement assuré par les Bus Éireann, exploité par les McGeehan's Coachs qui desservent Letterkenny, Ballybofey, Dungloe,  Ardara, Killybegs et Donegal Town.

## Tidy Towns
Glenties a été le vainqueur national du concours  Ireland's Tidy Towns en 1958, 1959, 1960, 1962 et 1995. Parmi les autres résultats récents, le village areçu la médaille d'or en 2004, 2005 et 2006, et la médaille d'argent en 2003.
Glenties a reçu une médaille d'argent au concours européen Entente Florale tenu à Győr, en Hongrie en 2005.

## Personnalités
- Enda Bonner - homme politique, joueur de football
- Thomas F. Breslin - colonel, victime de la Marche de la mort de Bataan
- Brian Friel - dramaturge
- Tom Gildea - homme politique
- Patrick MacGill - le poète de la Navvy
- Jim McGuinness - ancien directeur de Donegal GAA, équipe senior de football gaélique
- Patrick O'Donnell (1856-1927), né à Kilraine, Glenties - Primat de toute l'Irlande
- Paddy O'Daire (1905-1981)- militaire, né à Glenties.